# Trawlery typu B 14
Trawlery typu B 14 – polskie mazutowe trawlery rybackie wyprodukowane w latach 1958–1961 przez Stocznię im. Komuny Paryskiej (Gdynia) w liczbie 32 sztuk.
Nazwy jednostek pochodziły od rzek polskich. Moc maszyn wynosiła 800 KM (być może Bystrzyca posiadała silnik o mocy 1000 km). Pojemność rejestrowa brutto wynosiła 673–686 RT (jedynie Bystrzyca i Wałpusza miały odpowiednio: 646 i 650 RT, co było zbliżone bardziej do serii B-10). Przynależność poszczególnych statków wyglądała następująco:
- przedsiębiorstwa Odra w Świnoujściu – 21 jednostek (po 1961 Odra przekazywała stopniowo swoje statki Gryfowi),
- Przedsiębiorstwa Połowów Dalekomorskich Dalmor (Gdynia) – 9 jednostek,
- Przedsiębiorstwo Połowów Dalekomorskich i Usług Rybackich Gryf w Szczecinie – 2 jednostki.

Trawlery prowadziły połowy przede wszystkim na Morzu Północnym, a także na północno-zachodnim Atlantyku oraz Szelfie Celtyckim. W latach 50. XX wieku okresowo operowały też na Bałtyku. Wszystkie trawlery dokonywały połowów z burty. W latach 1953–1956 łowiły 72-stopowymi włokami manilowymi, a w latach 1957–1959 80-stopowymi. W latach 1960–1961 przechodzono na włoki stilonowe tej samej objętości (w okresie 1961–1962 w Odrze, na kilku statkach wprowadzono włoki 90-stopowe, polskie, konstrukcji inżyniera W.Burawy, potem rozpowszechnione na pozostałe jednostki). W 1965, w okolicach Rynny Norweskiej łowiono tukami pelagicznymi 40/35x4. Na łowiskach Morza Północnego oraz w rejonie Georges Bank śledzie łowiono włokami dennymi śledziowymi 26/30, a w rejonie Labradoru włokami dorszowymi 26/30. Załoga liczyła 28 osób. Ryby mogły być od razu solone w beczkach, a z ostatnich kilku dni połowowych można było przywozić ryby w lodzie. 
Kolejno oddawano do użytku następujące jednostki: Bystrzyca, Wda, Szprotawa, Wisłok, Słupica, Wierzyca, Świder, Skawa, Ślęza, Skrwa, Osa (1958), Obra, Oława, Olza, Opawa, Omulew, Wałsza, Wałpusza, Wełna, Widawa, Tanew, Tyśmienica, Kwisa, Kamienna, Nida (1959), Nurzec, Kaczawa, Karwia, Krępina, Nidzica, Hańcza (1960), Radwa (1961).